# Bornel (comuna suprimida)
Bornel era una comuna francesa situada en el departamento de Oise, de la región de Alta Francia, que el uno de enero de 2016 fue suprimida al fusionarse con las comunas de Anserville y Fosseuse, y formar la comuna nueva de Bornel.

## Demografía
| Gráfica de evolución demográfica de Bornel entre 1800 y 2013 |
|                                                              |

Los datos demográficos contemplados en este gráfico de la comuna de Bornel se han cogido de 1800 a 1999 de la página francesa EHESS/Cassini, y los demás datos de la página del INSEE.